# Allahdad-incident

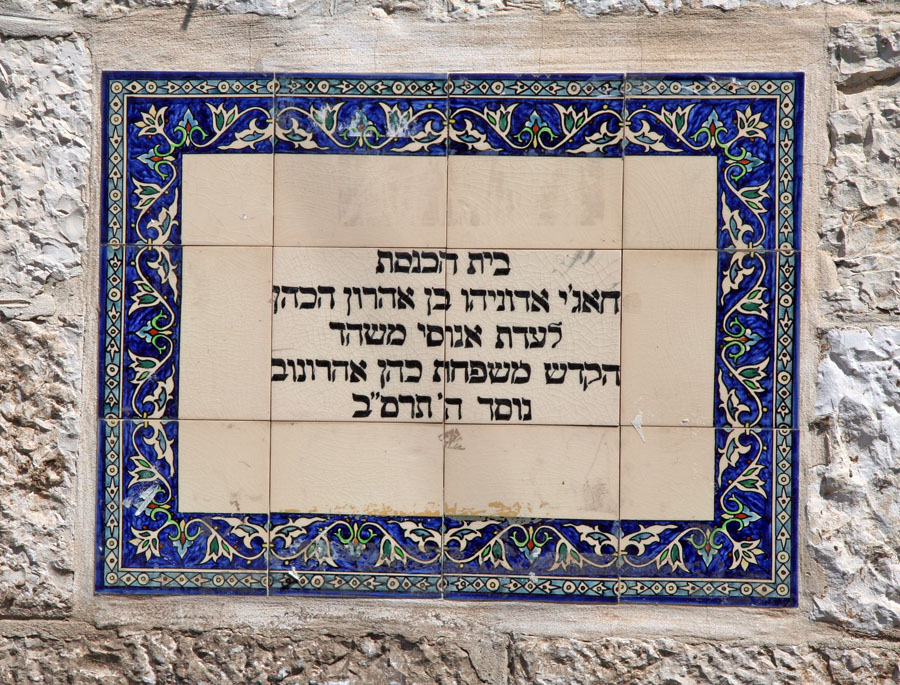
Gedenktegel, met Hebreeuws opschrift

Het Allahdad-incident vond plaats in de Perzische stad Mashhad in 1839. Tijdens deze pogrom werden de Joodse inwoners van de stad aangevallen. Hierbij vielen tussen de 30 en de 40 doden. Huizen werden verwoest en de Joodse synagoge werd platgebrand. De dag raakte in Perzië bekend als Allahdad (Gerechtigheid van God). 
De circa 2.400 Joden in de stad vluchtten deels weg, anderen bekeerden zich (in ieder geval uiterlijk) tot de islam. Deze Joden worden ook wel cryptojoden genoemd. Van de vluchtelingen kwamen verschillende in Teheran terecht, anderen in Afghanistan. Ook emigreerden Joden naar Palestina en de Verenigde Staten.